# Danilo Mainardi
Danilo Mainardi, né à Milan (Italie) le 25 novembre 1933 et mort à Venise le 8 mars 2017,, est un biologiste, zoologiste et éthologue italien.

## Biographie
Fils d'Enzo Mainardi (it), poète et peintre futuriste, et de Maria Soldi, Danilo Mainardi est né à Milan le 25 novembre 1933. Encore enfant, il déménage avec sa famille à Casalmorano, et se passionne pour les dessins d'animaux.
Diplômé à Parme en biologie en 1956, il devient professeur d'écologie comportementale à l'université « Ca' Foscari » de Venise, ainsi que président honoris causa de la ligue italienne de protection des oiseaux (Lega Italiana Protezione Uccelli, LIPU) et de l'Union des athées et des agnostiques rationalistes.

## Éthologie
Ses travaux sont axés principalement sur l'évolution du comportement social et sexuel des animaux ; il démontre l'importance de l'apprentissage précoce que détermine les préférences sexuelles.
Il est l'un des éthologues européens les plus connus du XXe siècle. Il suit l'animal dans la succession de ses comportements en relation avec une situation problématique devant laquelle l'animal est placé.

## Mort
Lors d'une interview, il a déclaré qu'après sa mort, il préfèrerait se réincarner en oiseau, « ...pour sa merveilleuse capacité de voler... »,.

## Publications
- 1974 - L'animale culturale, Biblioteca Universale Rizzoli (ISBN 88-17-12048-0)
- 1975 - La scelta sessuale nell'evoluzione della specie, Bollati Boringhieri  (ISBN 978-88-339-0320-0)
- 1987 - Animali visti da vicino, SEDES  (ISBN 978-88-8013-217-2)
- 1989 - Novanta animali, Bollati Boringhieri  (ISBN 978-88-339-0490-0)
- 1991 - Animali e uomini, Il Cigno Galileo Galilei
- 1991 - Galapagos e Patagonia. Sulle orme di Darwin, Il Cigno Galileo Galilei - en collaboration avec Marco Visalberghi
- 1991 - Etologia & protezione animale, Editoriale Grasso  (ISBN 88-7055-118-0) - en collaboration avec Sergio Papalia
- 1992 - Il cane e la volpe, Einaudi (ISBN 978-88-06-12451-9)
- 1992 - Dizionario di Etologia, Einaudi (ISBN 978-88-06-13027-5)
- 1994 - Lo zoo aperto, Einaudi (ISBN 88-06-13535-X)
- 1995 - Il corno del rinoceronte, Arnoldo Mondadori Editore (ISBN 978-88-04-40665-5)
- 1996 - Del cane, del gatto e di altri animali, Arnoldo Mondadori Editore  (ISBN 978-88-04-41601-2)
- 1997 - Gli animali fanno così, Giunti Editore (ISBN 978-88-09-45408-8)
- 2000 - La strategia dell'aquila, Arnoldo Mondadori Editore  (ISBN 978-88-04-49064-7)
- 2001 - L'animale irrazionale, Arnoldo Mondadori Editore  (ISBN 978-88-04-48837-8)
- 2002 - L'etologia caso per caso, Airplane  (ISBN 978-88-8372-115-1)
- 2003 - Arbitri e galline, Arnoldo Mondadori Editore (ISBN 978-88-04-52357-4)
- 2006 - Nella mente degli animali, Cairo Publishing  (ISBN 978-88-6052-042-5)
- 2008 - L'acchiappacolombi, Cairo Publishing
- 2008 - La bella zoologia, Cairo Publishing  (ISBN 978-88-6052-148-4)
- 2009 - L'intelligenza degli animali, Cairo Publishing  (ISBN 978-88-6052-215-3)
- 2010 - Il cane secondo me, Cairo Publishing  (ISBN 978-88-6052-316-7)
- 2010 - Un innocente vampiro, Cairo Publishing  (ISBN 978-88-6052-277-1)
- 2012 - Le corna del Cesare, Cairo Publishing  (ISBN 978-88-6052-421-8)

### En collaboration avec Alessandro Minelli
- 1992 - Il linguaggio degli animali, Giunti Editore (ISBN 978-88-09-45250-3)
- 1992 - Animali cacciatori, Giunti Editore  (ISBN 978-88-09-45247-3)
- 1992 - Animali in società, Giunti Editore  (ISBN 978-88-09-45249-7)
- 1992 - Come si difendono gli animali, Giunti Editore  (ISBN 978-88-09-45251-0)
- 1992 - Animali che imparano, Giunti Editore  (ISBN 978-88-09-45248-0)
- 1992 - Animali in famiglia, Giunti Editore  (ISBN 978-88-09-45246-6)